# فهرست شهرهای خواهرخوانده نیویورک
در زیر فهرستی از شهرهای خواهرخوانده نیویورک، ایالات متحده آمریکا آمده است. نیویورک پرجمعیت‌ترین شهر ایالات متحده آمریکا با جمعیت ۸٬۴۰۵٬۸۳۷ است. کانادا دارای بیشترین خواهرخوانده برای نیویورک با ۹ شهر است؛ پس از کانادا، آلمان و چین با ۵ شهر، بیشترین شهر خواهرخوانده نیویورک را دارند.

## آفریقا

### مصر
- قاهره

### اتیوپی
- آدیس آبابا

### گابن
- لیبرویل

### غنا
- آکرا

### کنیا
- نایروبی

### نیجریه
- لاگوس

### آفریقای جنوبی
- کیپ‌تاون
- ژوهانسبورگ

## آسیا

### بنگلادش
- داکا

### چین
- پکن
- چونگ‌کینگ
- گوانگ‌ژو
- شانگهای
- شن‌یانگ

### هنگ کنگ
- هنگ کنگ

### هند
- دهلی
- بمبئی

### اندونزی
- جاکارتا

### اسرائیل
- اورشلیم
- تل‌آویو

### ژاپن
- توکیو

### پاکستان
- کراچی

### فیلیپین
- مانیل

### سنگاپور
- سنگاپور

### کره جنوبی
- چانگ‌وون
- سئول

### تایوان
- تایپه

### تایلند
- بانکوک

### امارات متحده عربی
- دبی

## استرالیا
- ملبورن
- سیدنی

## اروپا

### بریتانیای کبیر و ایرلند شمالی

#### انگلستان
- لندن
- منچستر
- لیورپول

#### ایرلند
- دوبلین

#### ایرلند شمالی
- بلفاست

#### اسکاتلند
- ادینبرو
- گلاسگو

### اتریش
- وین

### بلژیک
- آنتورپ
- بروکسل

### جمهوری چک
- پراگ

### دانمارک
- کپنهاگ

### فرانسه
- لیون
- پاریس
- رن

### فنلاند
- هلسینکی

### آلمان
- برلین
- دوسلدورف
- هامبورگ
- هایدلبرگ
- مونیخ

### مجارستان
- بوداپست

### ایتالیا
- میلان
- رم

### پادشاهی هلند
- آمستردام
- روتردام
- لاهه

### کوزوو
- پریشتینا

### لوکزامبورگ
- لوکزامبورگ

### نروژ
- اسلو

### لهستان
- ورشو

### پرتغال
- لیسبون

### رومانی
- بخارست

### روسیه
- مسکو
- سن پترزبورگ

### اسپانیا
- بارسلون
- مادرید

### سوئیس
- ژنو

### سوئد
- استکهلم

### اوکراین
- کی‌یف

## آمریکای مرکزی، آمریکای شمالی و کارائیب

### کانادا
- کلگری
- ادمونتون
- مونترآل
- اتاوا
- کبک
- تورنتو
- ونکوور
- ویکتوریا، بریتیش کلمبیا
- وینیپگ

### جمهوری دومینیکن
- سانتو دومینگو

### مکزیک
- کورناواک
- مکزیکو سیتی
- مونتری

### پاناما
- پاناماسیتی

### ایالات متحده آمریکا
- بالتیمور, مریلند
- بوستون, ماساچوست
- شیکاگو, ایلینوی
- لس‌آنجلس, کالیفرنیا
- فیلادلفیا, پنسیلوانیا
- هیوستون, تگزاس
- آتلانتا, جورجیا

## آمریکای جنوبی

### آرژانتین
- بوئنوس آیرس
- کوردوبا، آرژانتین

### برزیل
- کوریتیبا
- ریو دو ژانیرو
- سائو پائولو

### شیلی
- سانتیاگو

### کلمبیا
- بوگوتا
- مدئین

### پرو
- لیما

### ونزوئلا
- کاراکاس